# Румо
Румо (итал. Rumo) је насеље у Италији у округу Тренто, региону Трентино-Јужни Тирол.
Према процени из 2011. у насељу је живело 811 становника. Насеље се налази на надморској висини од 955 м.

## Становништво
Према резултатима пописа становништва 2011. у општини је живело 822 становника.
| 1931. | 1936. | 1951. | 1961. | 1971. | 1981. | 1991. | 2001. | 2011. |
| ----- | ----- | ----- | ----- | ----- | ----- | ----- | ----- | ----- |
| 1.123 | 1.044 | 1.137 | 1.149 | 975   | 865   | 822   | 811   | 822   |